# 44-я дивизия крейсеров
44-я дивизия крейсеров — соединение крейсеров в составе Эскадры Черноморского флота ВМФ СССР. Дивизия существовала в 1956 — 1961 годах. Расформирована в ходе хрущёвского сокращения численности флота. Артиллерийские крейсера проекта 68-бис из её состава стали учебными или были законсервированы. 

## История
Дивизия была сформирована 29 марта 1956 года в составе Эскадры Черноморского флота вслед за 50-й дивизией крейсеров (1953 год). В состав дивизии входили лёгкие крейсера проекта 68-бис с артиллерийским вооружением. К 50-й дивизии крейсеров добавилась 44-я дивизия крейсеров под командованием капитана 1-го ранга В. В. Соловьёва, начальник штаба – капитан 1-го ранга Г. А. Громов, начальник политотдела – капитан 1-го ранга Иван Ланчук. 
В процессе переформирования, в 44-ю дивизию из состава 50-й дивизии передали крейсера предвоенных проектов: «Куйбышев» – командир капитан 2-го ранга В. В. Михайлин, «Фрунзе» – командир капитан 2-го ранга Григорий Шепетовский, «Ворошилов» – командир капитан 2-го ранга Алексей Каденко; в усиление - 187-ю бригаду эсминцев проекта 30-бис  – командир капитан 1-го ранга Николай Проничкин.
В ходе подготовки к празднованию 250-летия Ленинграда в 1957 году планировалось послать на Балтику отряд черноморских кораблей из крейсера и двух эсминцев проекта 30-бис. Задачу поручили командованию 44-й дивизии крейсеров. Командиром перехода был назначен командир дивизии капитан 1-го ранга Валентин Васильевич Соловьев. В состав походного штаба включили: начальник штаба – заместитель начальника штаба дивизии капитан 1-го ранга И. Меняйленко, флагманский штурман – капитан 2-го ранга А. Апрелев, флагманский артиллерист – капитан 2-го ранга Е. Евсиков, связист – капитан 2-го ранга А. Тюкаев, инженер-механик – капитан 1-го ранга Н. Москвин. В качестве флагмана отряда выделили лучший крейсер проекта 68-К «Фрунзе» – командир капитан 1-го ранга В. Серов. Вторым командиром на крейсере должен был идти командир крейсера «Ворошилов» 2-го ранга А. Коротеев.
В конце лета 1958 года Черноморский флот был проверен инспекторами Министерства обороны во главе с маршалом К. К. Рокоссовским. На эскадре инспекторской проверке подверглись крейсер дивизии «Ворошилов», эсминцы «Безукоризненный», «Бесстрашный» и «Безотказный».
В 1958 крейсера дивизии определены как учебные.
В апреле 1961 года на основании закона о новом значительном сокращении Вооружённых Сил СССР была расформирована эскадра Черноморского флота, обе дивизии крейсеров (44-я и 50-я), две из трёх бригад эскадренных миноносцев (187-я и 188-я), а 150-я бригада была переформирована и передана в прямое подчинение командующему Черноморским флотом. Все корабли из расформированных соединений флота (5 крейсеров, четыре больших ракетных корабля, семь эсминцев проекта 30-бис и четыре проекта 56, два судна-цели, семь кораблей 50-го дивизиона кораблей резерва и др.) временно вошли в состав 150-й бригады, число входящих в соединение кораблей достигло 51 вымпела.

## Командование

### Командир
- капитан 1-го ранга, с 25.05.1959 контр-адмирал Соловьёв, Валентин Васильевич  (10.1956-2.1960)[2].

### Начальник штаба
- капитан 1-го ранга Г. А. Громов
- капитан 1-го ранга Н. Г. Загольский

### Начальник политотдела
- капитан 1-го ранга Иван Ланчук.